# チュウシャクシギ

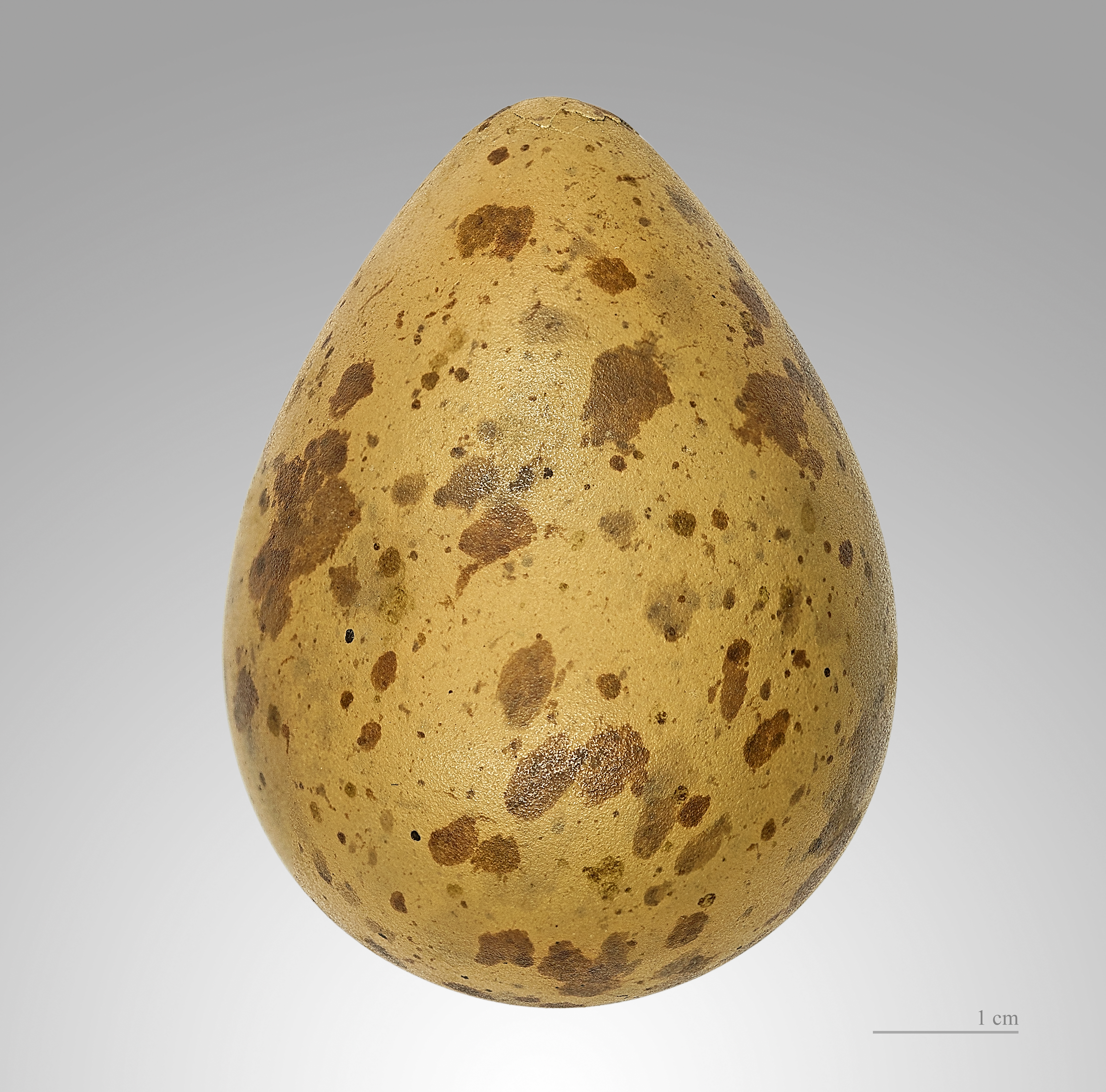
Numenius phaeopus

チュウシャクシギ（中杓鴫、学名Numenius phaeopus）は、チドリ目シギ科に分類される鳥類の一種。
その名前の由来は、大きく下にそったクチバシ。

## 分布
ユーラシア大陸と北アメリカの寒帯から亜寒帯にかけての地域で繁殖し、冬季はアフリカ、中東、インド、オーストラリア、中央アメリカ、南アメリカへの渡りをおこない越冬する。
日本へは、旅鳥として春の渡りの時期には多数渡来するが、秋の記録は少ない。南西諸島では少数が越冬する。

## 形態
体長約42cm。体の大きさは、ダイシャクシギよりも一回り小さい。

## 生態
渡りの時期には、数羽から数十羽の群れで干潟、水田、川岸等に生息する。
長い嘴を利用して、干潟の砂の中のカニ等の甲殻類を捕食する。また、草地の中の昆虫類を捕食することもよくある。
繁殖期はつがいで生活をし、地表に営巣して3-4卵を産む。雌雄とも抱卵をし、抱卵日数は27-28日である。